# Malato deidrogenasi (NADP+)
La malato deidrogenasi (NADP+) è un enzima appartenente alla classe delle ossidoreduttasi, che catalizza la seguente reazione:
(S)-malato + NADP+ ⇄ ossaloacetato + NADPH + H+
L'enzima è attivato dalla presenza di luce.